# Gilles Colpart
 (juillet 2020).
Si vous disposez d'ouvrages ou d'articles de référence ou si vous connaissez des sites web de qualité traitant du thème abordé ici, merci de compléter l'article en donnant les références utiles à sa vérifiabilité et en les liant à la section « Notes et références ».
Gilles Colpart est un journaliste et critique de cinéma français né en 1949 à Alès.

## Biographie
Il publie ses textes dans La Saison cinématographique et La Revue du cinéma de 1974 à 1994. Il collabore à d'autres revues et appartient à l’équipe des Fiches de  Monsieur Cinéma. 
Spécialiste du court métrage , il est le délégué adjoint des Rencontres d’Epinay (1984-86). Il participe à la sélection des films courts du festival de l’Image de Film de Chalon-sur-Saône (1986-1995). Il collabore régulièrement, depuis 1988, avec l’équipe des Programmes Courts de Canal+.
Il est membre du jury des festivals de Clermont-Ferrand (1982) et Cannes (Caméra d’or 1991). Il préside le jury Kodak du court métrage à Cannes (1994).
Délégué au court métrage de la Semaine internationale de la critique du Festival de Cannes de 1988 à 1997, il fait partie du Conseil d’administration de  L'Agence du court métrage depuis 1983 et collabore au périodique Bref, le magazine du court métrage depuis sa création en 1989. 
Il est le « Grand témoin » de la sélection nationale du  Festival international du court-métrage de Clermont-Ferrand en 1998 et de la sélection internationale de  Dráma (Grèce) en 1999. De 1995 à 2004, il occupe le poste de directeur artistique de Pégase, festival de court métrage au Futuroscope dans le cadre d’un mécénat culturel de six chefs d’entreprise de la Vienne.
Il assure la programmation de la Soirée courts métrages organisée à Chalon-sur-Saône par l'association La Bobine et des Nuits du court métrage à Masseube.

## Publications
- Lino Ventura, Pac, 1979
- Billy Wilder, Édilig, 1983